# Футбольные премии Globo и КБФ
Футбольные премии Globo и КБФ, которые на португальском языке известны под названием Prêmio Craque do Brasileirão (то есть, Премия асам (или мастерам) бразильского футбола) — ежегодные награды, которые присуждаются одним ведущим медиа-гигантом Бразилии Globo совместно с Конфедерацией футбола Бразилии. Премии вручаются по различным номинациям — лучшему игроку, бомбардиру, судье, игрокам символической сборной чемпионата, премия почёта, лучшему молодому игроку, лучшему игроку по версии болельщиков, лучшей организации болельщиков.

## Победители

### 2005
- Лучший футболист: Карлос Тевес (Коринтианс)
- Символическая сборная чемпионата: Фабио Коста (Коринтианс); Габриэл (Флуминенсе), Диего Лугано (Сан-Паулу), Карлос Гамарра (Палмейрас), Густаво Нери (Коринтианс); Марсело Маттос (Коринтианс), Тинга (Интернасьонал), Деян Петкович (Флуминенсе), Рожер (Коринтианс); Карлос Тевес (Коринтианс), Рафаэл Собис (Интернасьонал).
- Лучший бомбардир: Ромарио (Васко да Гама), 22 гола.
- Лучший тренер: Муриси Рамальо (Интернасьонал).
- Лучший рефери:  Леонардо Гасиба.
- Специальный приз почёта: Марио Загалло.
- Место вручения призов: Муниципальный театр (Рио-де-Жанейро).[1]

### 2006
- Лучший футболист: Рожерио Сени (Сан-Паулу)
- Символическая сборная чемпионата: Рожерио Сени (Сан-Паулу); Соза (Сан-Паулу), Фабан (Сан-Паулу), Фабиано Эллер (Интернасьонал), Марсело (Флуминенсе); Минейро (Сан-Паулу), Лукас Лейва (Гремио), Ренато (Фламенго), Зе Роберто (Ботафого); Родриго Соза (Гояс), Фернандан (Интернасьонал).
- Лучший бомбардир: Родриго Соза (Гояс), 17 голов.
- Лучший игрок (по версии болельщиков): Ренато (Фламенго).
- Лучший тренер: Муриси Рамальо (Сан-Паулу).
- Лучший рефери:  Леонардо Гасиба.
- Специальный приз почёта: Джалма Сантос.
- Место вручения призов: Муниципальный театр (Рио-де-Жанейро).[2]

### 2007
- Лучший футболист: Рожерио Сени (Сан-Паулу).
- Символическая сборная чемпионата: Рожерио Сени (Сан-Паулу), Лео Моура (Фламенго), Брено (Сан-Паулу), Жуан Миранда (Сан-Паулу), Клебер Корреа (Сантос); Эрнанес (Сан-Паулу), Ришарлисон (Сан-Паулу), Ибсон (Фламенго), Хорхе Вальдивия (Палмейрас); Бето Акоста (Наутико), Жозиэл (Парана).
- Лучший бомбардир: Жозиэл (Парана), 20 голов.
- Лучший игрок (по версии болельщиков): Рожерио Сени (Сан-Паулу).
- Лучший новичок: Брено (Сан-Паулу).
- Лучшая торсида по посещаемости матчей: Фламенго.
- Лучший тренер: Муриси Рамальо (Сан-Паулу).
- Лучший рефери:  Леонардо Гасиба.
- Специальный приз почёта: Нилтон Сантос и Ромарио.
- Место вручения призов: Муниципальный театр (Рио-де-Жанейро).[3]

### 2008
- Лучший футболист: Эрнанес (Сан-Паулу)
- Символическая сборная чемпионата: Виктор (Гремио); Лео Моура (Фламенго), Тиагу Силва (Флуминенсе), Жуан Миранда (Сан-Паулу), Жуан Малдонадо (Фламенго); Эрнанес (Сан-Паулу), Рамирес (Крузейро), Диего Соза (Палмейрас), Алекс Мескини (Интернасьонал); Клебер Перейра (Сантос), Алекс Минейро (Палмейрас).
- Лучшие бомбардиры: Кейррисон (Коритиба), Клебер Перейра (Сантос) и Вашингтон (Флуминенсе), по 21 голу.
- Лучший игрок (по версии болельщиков): Тиагу Силва (Флуминенсе).
- Лучший новичок: Кейррисон (Коритиба).
- Лучшая торсида по посещаемости матчей: Коринтианс (Серия B).
- Лучший тренер: Муриси Рамальо (Сан-Паулу).
- Лучший рефери:  Леонардо Гасиба.
- Место вручения призов: Виво Рио.[4]

### 2009
- Лучший футболист: Диего Соза (Палмейрас).
- Символическая сборная чемпионата: Виктор (Гремио); Жонатан (Крузейро); Андре Диас (Сан-Паулу), Жуан Миранда (Сан-Паулу); Жулио Сезар (Гояс); Эрнанес (Сан-Паулу), Пабло Гиньясу (Интернасьонал); Деян Петкович (Фламенго), Диего Соза (Палмейрас); Диего Тарделли (Атлетико Минейро), Адриано (Фламенго).
- Лучшие бомбардиры: Адриано (Фламенго), Диего Тарделли (Атлетико Минейро), по 19 голов.
- Лучший игрок (по версии болельщиков): Дарио Конка (Флуминенсе).
- Лучший новичок: Фернандиньо (Гремио Баруэри).
- Лучшая торсида по посещаемости матчей: Фламенго.
- Лучший тренер: Андраде (Фламенго).
- Лучший рефери:  Эбер Роберто Лопес.
- Место вручения призов: Виво Рио.[5]

### 2010
- Лучший футболист: Дарио Конка (Флуминенсе).
- Символическая сборная чемпионата: Фабио (Крузейро); Мариано (Флуминенсе); Деде (Васко да Гама), Жуан Миранда (Сан-Паулу); Роберто Карлос (Коринтианс); Жусилей (Коринтианс), Элиас (Коринтианс); Вальтер Монтильо (Крузейро), Дарио Конка (Флуминенсе); Жонас (Гремио), Неймар (Сантос).
- Лучший бомбардир: Жонас (Гремио), 23 гола.
- Лучший игрок (по версии болельщиков): Дарио Конка (Флуминенсе).
- Лучший новичок: Бруно Сезар (Коринтианс).
- Лучшая торсида («Золотая торсида»): Баия (Серия B).
- Лучший тренер: Муриси Рамальо (Флуминенсе).
- Лучший рефери:  Сандро Мейра Риччи.
- Место вручения призов: Муниципальный театр (Рио-де-Жанейро).[6]

### 2011
- Лучший футболист: Неймар (Сантос).
- Символическая сборная чемпионата: Джефферсон (Ботафого); Фагнер (Васко да Гама); Деде (Васко да Гама), Ревер (Атлетико Минейро); Бруно Кортес (Сан-Паулу); Паулиньо (Коринтианс), Ралф (Коринтианс); Диего Соуза (Васко да Гама), Роналдиньо (Фламенго); Неймар (Сантос), Фред (Флуминенсе).
- Лучший бомбардир: Умберлито Боржес (Сантос), 23 гола.
- Лучший игрок (по версии болельщиков): Деде (Васко да Гама).
- Лучший новичок: Веллингтон Нем (Фигейренсе).
- Лучшая торсида («Золотая торсида»): Сан-Паулу.
- Лучший тренер: Рикардо Гомес и Кристован Боржес (Васко да Гама)[7].
- Лучший рефери:  Леандро Педро Вуаден.
- Специальный приз почёта: Рожерио Сени.
- Место вручения призов: Аудитория Ибирапуэра (Сан-Паулу)[8].

### 2012
- Лучший футболист: Фред (Флуминенсе).
- Символическая сборная чемпионата: Диего Кавальери (Флуминенсе); Маркос Роша (Атлетико Минейро); Леонардо Силва (Атлетико Минейро), Ревер (Атлетико Минейро); Карлиньос (Флуминенсе); Паулиньо (Коринтианс), Жеан (Флуминенсе); Роналдиньо (Атлетико Минейро), Лукас (Сан-Паулу); Неймар (Сантос), Фред (Флуминенсе).
- Лучший бомбардир: Фред (Флуминенсе), 20 голов.
- Лучший игрок (по версии болельщиков): Роналдиньо (Атлетико Минейро).
- Лучший новичок: Бернард (Атлетико Минейро).
- Лучшая торсида («Золотая торсида»): Сампайо Корреа (чемпион Серии D).
- Лучший тренер: Абел Брага (Флуминенсе).
- Лучший рефери:  Вилтон Перейра Сампайо.
- Место вручения призов: HSBC Brasil (Сан-Паулу)[9].

### 2013
- Лучший футболист: Эвертон Рибейро (Крузейро).
- Символическая сборная чемпионата: Фабио (Крузейро); Маркос Роша (Атлетико Минейро), Деде (Крузейро), Маноэл (Атлетико Паранаэнсе), Алекс Теллес (Гремио); Нилтон (Крузейро); Элиас (Фламенго), Эвертон Рибейро (Крузейро); Пауло Байер (Атлетико Паранаэнсе), Валтер Энрике (Гояс); Эдерсон (Атлетико Паранаэнсе).
- Лучший бомбардир: Эдерсон (Атлетико Паранаэнсе), 21 гол.
- Лучший игрок (по версии болельщиков): Эрнане (Фламенго).
- Лучший новичок: Марсело (Атлетико Паранаэнсе).
- Лучший тренер: Марсело Оливейра (Крузейро).
- Лучший рефери:  Пауло Сезар де Оливейра.
- Место вручения призов: студия программы Bem, Amigos!, SporTV, (Рио-де-Жанейро)[10].

### 2014
- Лучший футболист: Эвертон Рибейро (Крузейро).
- Символическая сборная чемпионата: Джефферсон (Ботафого); Маркос Роша (Атлетико Минейро), Деде (Крузейро), Жил (Коринтианс), Эжидио (Крузейро); Лукас Силва (Крузейро); Соуза (Сан-Паулу), Эвертон Рибейро (Крузейро); Рикардо Гуларт (Крузейро), Диего Тарделли (Атлетико Минейро); Паоло Герреро (Коринтианс).
- Лучший бомбардир: Фред (Флуминенсе), 18 голов.
- Лучший игрок (по версии болельщиков): Рожерио Сени (Сан-Паулу).
- Лучший новичок: Эрик (Гояс).
- Лучший тренер: Марсело Оливейра (Крузейро).
- Лучший рефери:  Рикардо Маркес Рибейро.
- Место вручения призов: студия программы Bem, Amigos!, SporTV, (Рио-де-Жанейро)[11].

### 2015
- Лучший футболист: Ренато Аугусто (Коринтианс).
- Символическая сборная чемпионата: Касио Рамос (Коринтианс); Маркос Роша (Атлетико Минейро), Жемерсон (Атлетико Минейро), Жил (Коринтианс), Дуглас Сантос (Атлетико Минейро); Рафаэл Кариока (Атлетико Минейро); Элиас (Коринтианс), Жадсон (Коринтианс); Ренато Аугусто (Коринтианс), Рикардо Оливейра (Сантос); Луан Виейра (Гремио).
- Лучший бомбардир: Рикардо Оливейра (Сантос), 20 голов.
- Лучший игрок (по версии болельщиков): Нене (Васко да Гама).
- Лучший новичок: Габриэл Жезус (Палмейрас).
- Лучший иностранный игрок:  Лукас Пратто (Аргентина, Атлетико Минейро).
- Лучший тренер: Тите (Коринтианс).
- Лучший рефери:  Андерсон Даронко.
- Место вручения призов: студия программы Bem, Amigos!, SporTV, (Рио-де-Жанейро)[12].

### 2016
- Лучший футболист: Габриэл Жезус (Палмейрас).
- Символическая сборная чемпионата: Жаилсон (Палмейрас); Жеан (Палмейрас), Ерри Мина (Палмейрас), Педро Жеромел (Гремио), Жорже (Фламенго); Мойзес (Палмейрас); Че Че (Палмейрас), Диего (Фламенго); Дуду (Палмейрас), Габриэл Жезус (Палмейрас); Робиньо (Атлетико Минейро).
- Лучшие бомбардиры: Диего Соуза (Спорт Ресифи), Фред (Атлетико Минейро), Вильям Поткер (Понте Прета), по 14 голов.
- Лучший игрок (по версии болельщиков): Данило Падилья (Шапекоэнсе).
- Лучший новичок: Витор Буэно (Сантос).
- Лучший тренер: Кука (Палмейрас).
- Лучший рефери:  Рафаэл Клаус
- Приз Fair play: Фламенго[13].

### 2017
- Лучший футболист: Жо (Коринтианс).
- Символическая сборная чемпионата: Вандерлей (Сантос); Фагнер (Коринтианс), Фабиан Бальбуэна (Коринтианс), Педро Жеромел (Гремио), Гильерме Арана (Коринтианс); Бруно Силва (Ботафого); Артур (Гремио), Эрнанес (Сан-Паулу); Тиаго Невес (Крузейро), Энрике Дорадо (Флуминенсе); Жо (Коринтианс).
- Лучшие бомбардиры: Энрике Дорадо (Флуминенсе), Жо (Коринтианс), по 18 голов.
- Лучший игрок (по версии болельщиков): Эрнанес (Сан-Паулу).
- Открытие чемпионата: Артур (Гремио).
- Лучший тренер: Фабио Кариле (Коринтианс).
- Лучший рефери:  Рафаэл Клаус[14].

### 2018
- Лучший футболист: Дуду (Палмейрас).
- Символическая сборная чемпионата: Марсело Ломба (Интернасьонал); Майке (Палмейрас), Виктор Куэста (Интернасьонал), Педро Жеромел (Гремио), Рене (Фламенго); Родриго Доурадо (Интернасьонал); Бруно Энрике (Палмейрас), Лукас Пакета (Фламенго); Джорджиан Де Арраскаэта (Крузейро), Дуду (Палмейрас); Габигол (Сантос).
- Лучший бомбардир: Габигол (Сантос), 18 голов.
- Лучший игрок (по версии болельщиков): Густаво Куэльяр (Фламенго).
- Открытие чемпионата: Педро (Флуминенсе).
- Лучший тренер: Луис Фелипе Сколари (Палмейрас).
- Лучший рефери:  Рафаэл Клаус[15].

### 2019
- Лучший футболист: Бруно Энрике (Фламенго).
- Символическая сборная чемпионата: Сантос (Атлетико Паранаэнсе); Рафинья (Фламенго), Родриго Кайо (Фламенго), Пабло Мари (Фламенго), Филипе Луис (Фламенго); Жерсон (Фламенго); Бруно Гимарайнс (Атлетико Паранаэнсе), Эвертон Рибейро (Фламенго); Джорджиан Де Арраскаэта (Фламенго); Габигол (Фламенго), Бруно Энрике (Фламенго).
- Лучший бомбардир: Габигол (Фламенго), 25 голов.
- Лучший игрок (по версии болельщиков): Эвертон Рибейро (Фламенго).
- Открытие чемпионата: Мишаэл (Гояс).
- Лучший тренер: Жоржи Жезуш (Фламенго).
- Лучший рефери:  Вилтон Перейра Сампайо[16].

## Наград по клубам
| №     | Клуб                  | Номинаций |
| 1-2   | «Коринтианс»          | 30        |
| 1-2   | «Фламенго»            | 30        |
| 3     | «Сан-Паулу»           | 29        |
| 4     | «Флуминенсе»          | 24        |
| 5     | «Палмейрас»           | 21        |
| 6-7   | «Атлетико Минейро»    | 19        |
| 6-7   | «Крузейро»            | 19        |
| 8     | «Сантос»              | 14        |
| 9     | «Гремио»              | 12        |
| 10    | «Интернасьонал»       | 10        |
| 11    | «Васко да Гама»       | 8         |
| 12    | «Атлетико Паранаэнсе» | 7         |
| 13-14 | «Ботафого»            | 6         |
| 13-14 | «Гояс»                | 6         |
| 15-16 | «Коритиба»            | 2         |
| 15-16 | «Парана»              | 2         |
| 17-22 | «Наутико»             | 1         |
| 17-22 | «Гремио Баруэри»      | 1         |
| 17-22 | «Понте-Прета»         | 1         |
| 17-22 | «Спорт»               | 1         |
| 17-22 | «Фигейренсе»          | 1         |
| 17-22 | «Шапекоэнсе»          | 1         |